# 新宿NS大厦
35°41′16″N 139°41′36″E / 35.68778°N 139.69333°E
新宿NS大厦（日语：新宿NSビル）是日本东京都新宿区西新宿超高层建筑群中的一栋摩天大楼。

## 概要
新宿NS大厦于1982年完成，名称中的NS是日本生命保险和住友不动产两家公司的英文名称首字母缩写。屋顶有独特的采光设施，大楼内有号称世界最大的摇摆式大时钟和横越天井的空中天桥，29樓有餐廳及免费展望台。

## 交通
- 新宿站7號出口步行397米
- 都營大江戶線都廳前站A2出口步行297米
- 東京地下鐵丸之內線西新宿站2號出口步行849米
- 京王巴士（新宿西口 - 中野）NS大廈站步行179米

## 圖片集

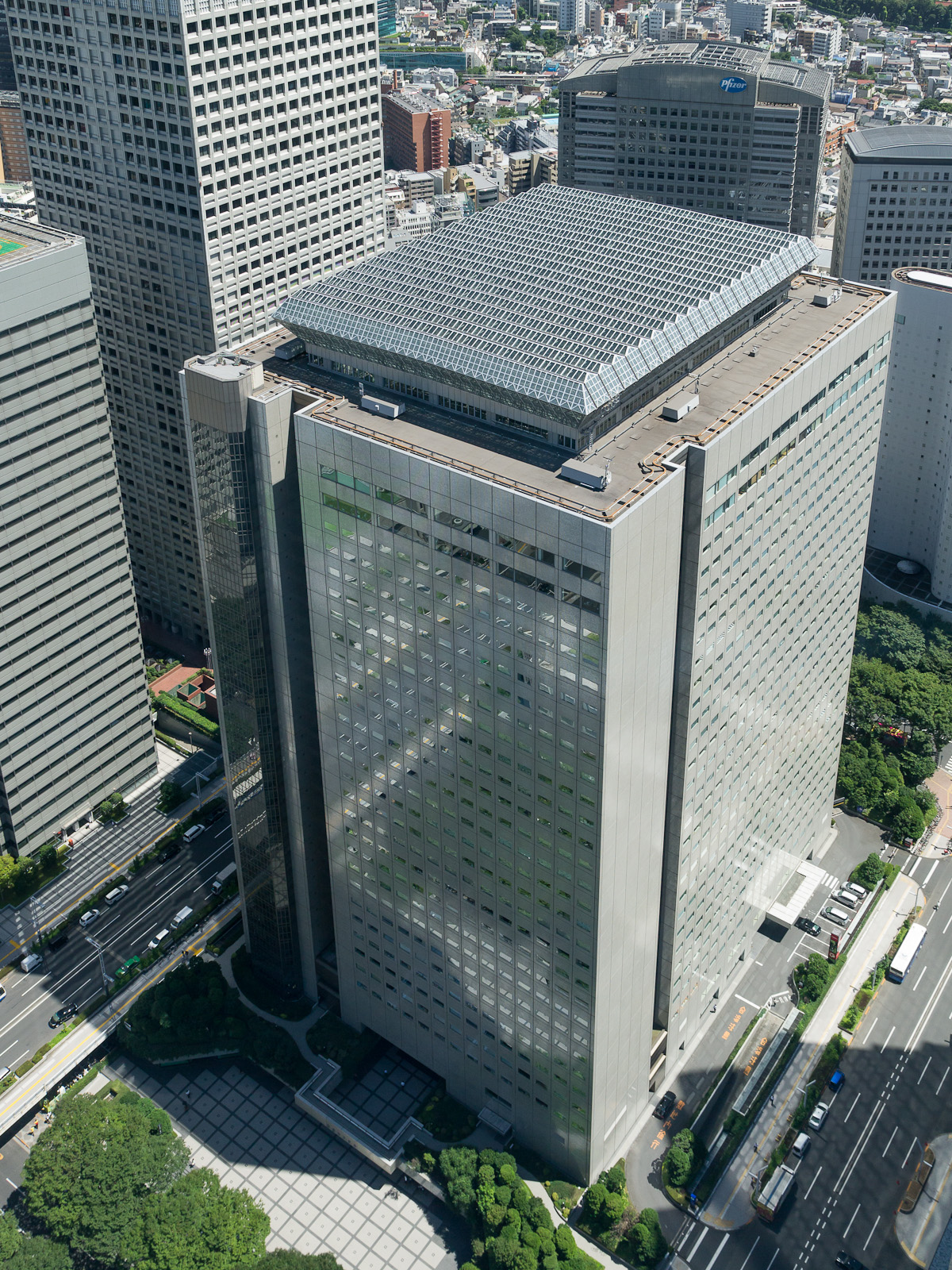
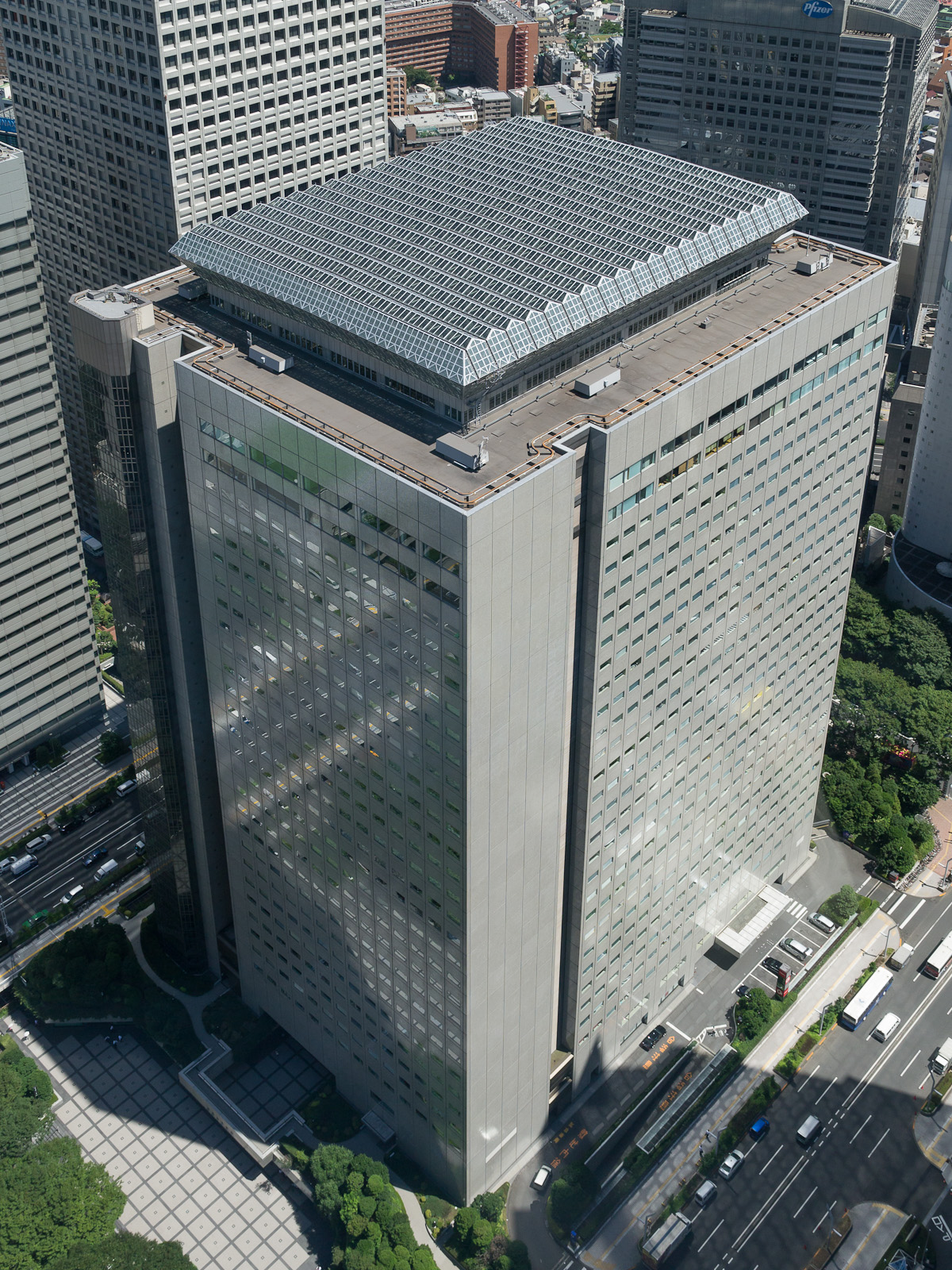
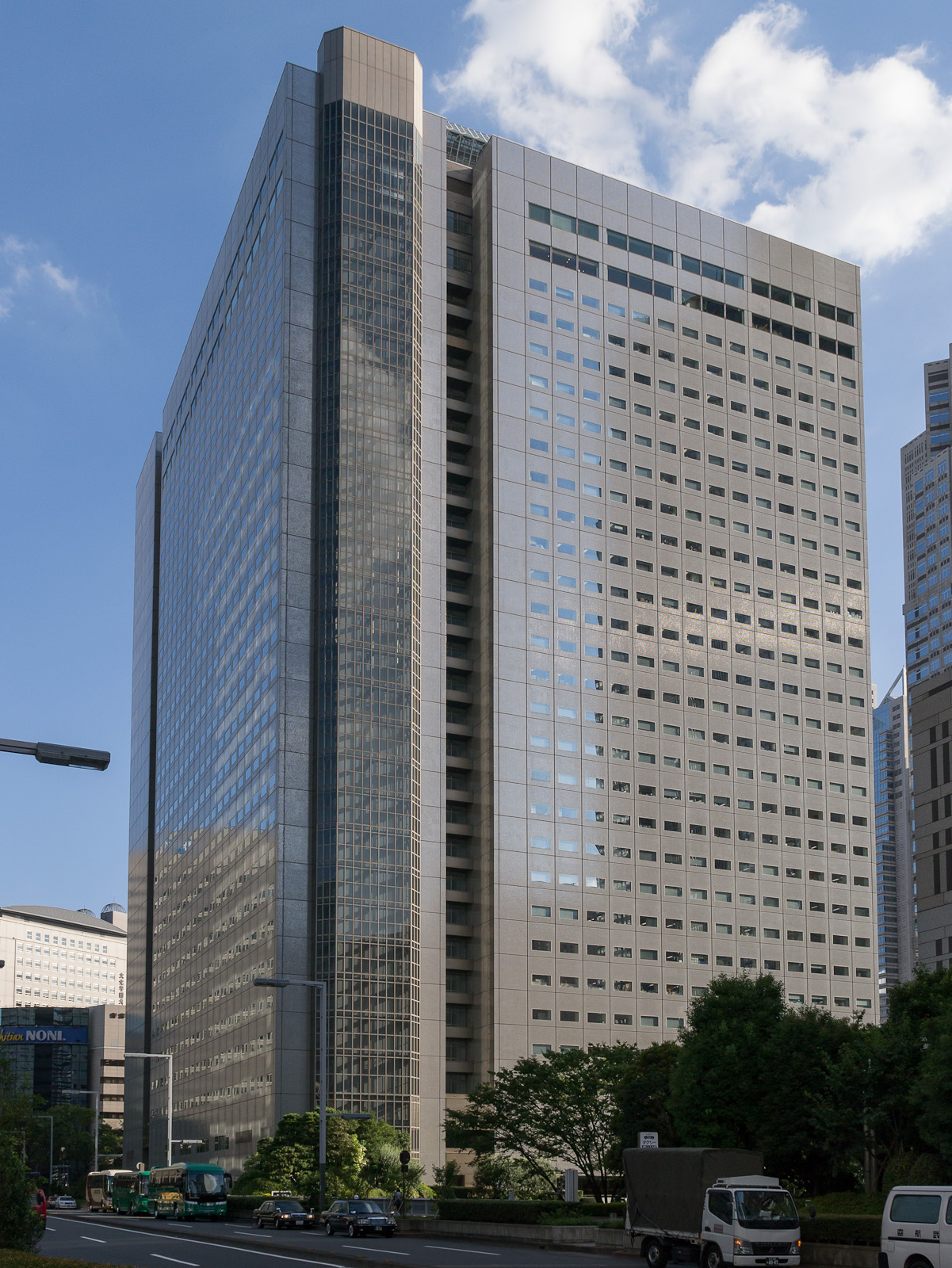
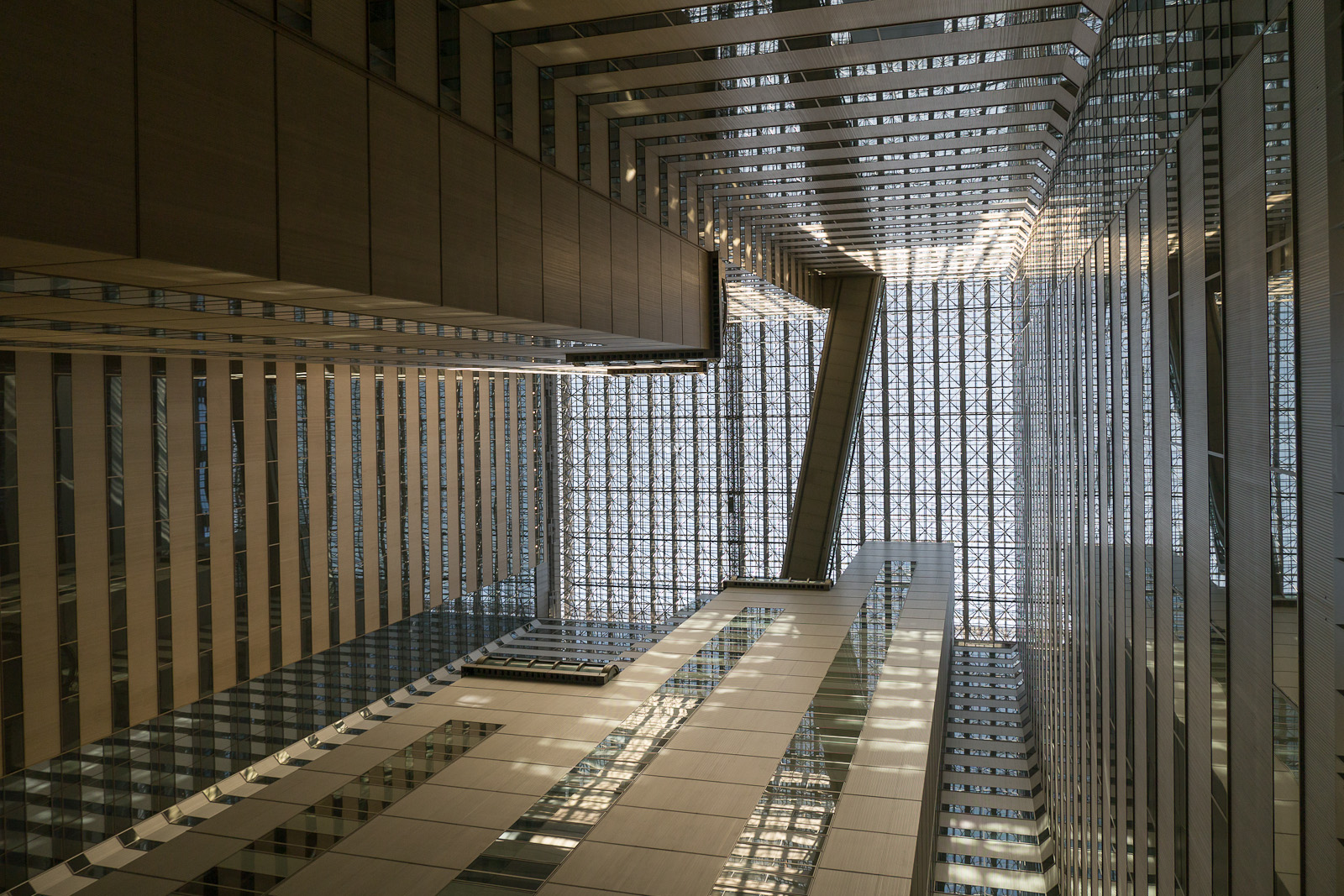